# Universidad Técnica de Colorado
La Universidad Técnica de Colorado (Colorado Technical University -CTU- en idioma inglés) es una universidad privada ubicada en el estado de Colorado, en Estados Unidos. La misma fue fundada en 1965, y ofrece grados, maestrías, y doctorados enfocados principalmente en el área de negocios, gerencia, y tecnología.
La universidad está acreditada regionalmente por la Higher Learning Commission (HLC) de la Asociación de Colegios y Escuelas del Norte Central (NCA). Es también una subsidiaria de la Career Education Corporation.

## Historia
La universidad fue establecida bajo el nombre de Colorado Technical College en 1965, con un enfoque en adiestrar exmilitares en áreas vocacionales y técnicas. En 1995, la institución logró el estatus de universidad cambiando su nombre a Colorado Technical University.
La Agencia de Seguridad Nacional (NSA) y el Departamento de Seguridad Nacional de Estados Unidos reconocen a CTU como un centro de excelencia académica. De acuerdo a Colorado Tech, CTU tiene más de 70,000 graduados a nivel mundial.
En 2013, la revista Military Times calificó a CTU en el primer lugar para veteranos en la categoría de universidades no tradicionales y en-línea. Para el 2015, ya no figuraba en la lista de Military Times'.

## Campus
La universidad mantiene su campus principal en Colorado Springs, además de dos campus adicionales en Denver: uno en el norte, en Westminster, y el otro en el sur en Aurora. Además, varios de sus grados pueden ser completados en su totalidad o parcialmente en línea.
El campus principal ha sido clasificado por Carnegie como una universidad doctoral enfocada en ciencias, tecnología, ingeniería, y matemáticas (STEM).

## Academia
Colorado Technical University ofrece programas de grado acreditados en negocios, ingeniería, y disciplinas científicas aplicadas, incluyendo contabilidad, administración de empresas, ciencias en computadora, justicia criminal, ingeniería, finanzas, ciencias de la salud, sistemas de información y tecnología, gerencia, y administración pública.

### Escuelas y colegios
CTU tiene las siguientes áreas de estudio

- Escuela de Negocios y Gerencia
- Escuela de Ingeniería y Ciencias de Computadoras
- Escuela de Ciencias de la Salud
- Escuela de Sistemas de Información y Tecnología
- Escuela de Estudios de Seguridad
- Escuela de Manejo de Proyectos

### Clasificación
Colorado Technical University (CTU) ha recibido calificaciones altas en reportes de la U.S. News & World sobre los mejores programas en línea para el 2015. CTU fue reconocido por sus programas de bachillerato, además de colocarse en el número 18 en su programa de maestría en tecnologías de información de computadoras, y número 22 en maestría en justicia criminal.